# Shell (firma)
Shell plc je mezinárodní britsko-nizozemská globální ropná akciová společnost s obchodními aktivitami ve více než 140 zemích světa. Shell je největší soukromá petrochemická společnost v Evropě a druhá největší na světě (měřeno dle celkových tržeb). Hlavními obchodními aktivitami jsou vyhledávání, těžba, přeprava, marketing uhlovodíků (ropa a zemní plyn). Sekundárními aktivitami jsou výroba energií a výroba chemických a petrochemických produktů.
Hlavní ústředí s daňovou registrací je v nizozemském Haagu. Úřední adresa společnosti je v Londýně. Akcie společnosti jsou veřejně obchodovatelné a jsou primárně kótovány na evropských burzách v Londýně (LSE) a v Amsterdamu (Euronext). Akcie se obchodují pod zkratkami RDSA a RDSB a jsou kótovány a obchodovány v britských librách a eurech. Od června 2005 jsou akcie Shellu sekundárně kótovány v amerických dolarech na burze v New Yorku (NYSE).
V lednu 2022 firma Royal Dutch Shell sloučila akcie, přesunula své sídlo do Londýna a změnila svůj název na Shell.
Podle výzkumu Climate Accountability Institute je to společnost se sedmým největším příspěvkem znečištění oxidem uhličitým na světě (31,95 mld. tun CO2 vypuštěného do atmosféry od roku 1965).

## Historie
Zrod společnosti bývá kladen do roku 1907. Tehdy došlo k plnému propojení dvou původně samostatných holdingových společností: Royal Dutch s 60% podílem a Shell Transport and Trading s 40%. Během následujících dvanácti měsíců došlo pod vedením Henri Deterdinga k úplnému sloučení a vzniku nadnárodní firmy, která úspěšně konkurovala tehdejší téměř monopolní firmě Standard Oil.
Skupina Shell postupně rozšířila své podnikání prakticky po celém světě. Vyhledávání a těžba ropy započaly v Rusku, Rumunsku, Venezuele, Mexiku a ve Spojených státech amerických.
V roce 1929 byla založena společnost Shell Chemicals, jakožto další obchodní příležitost k získávání chemikálií rafinací z ropy.
Koncem 20. let byl již Shell vedoucí firmou dodávající 11 % světové poptávky ropy a vlastnící 10 % z globální tonážní kapacity všech tankerů.

## Hlavní předměty činnosti
Shell má pět hlavních oborů činnosti:
- vyhledávaní a těžba
- plyn a energie
- rafinérie a marketing
- chemie
- obchod/transport

Základní činností Shellu je správa a řízení vertikálně integrované ropné společnosti.
Ropná a plynová těžba je hlavní a rostoucí globální obor podnikání Shellu. Tento sektor je při vysokých cenách ropy velmi ziskový, což má často za následek kritiku Shellu motoristy a dalšími spotřebiteli kvůli vysokým cenám pohonných hmot u benzinových pump.
Chemický průmysl Shellu je zdrojem jedné třetinu celosvětového zisku této společnosti. Tento sektor je nejvíce na očích veřejnosti, protože je reprezentován globální obchodní sítí více než 40 000 benzinových pump, kterým společnost dodává pohonné hmoty ze svých 47 ropných rafinérií.

## Motorsport
Už v prvopočátcích se Shell angažoval jako sponzor motorsportu na rychle se rozvíjejícím segmentu trhu s benzínem.
Již v roce 1907 italský kníže Scipione Borghese vyhrál závod z Pekingu do Paříže na závodním stroji Itala poháněném benzínem Shell Spirit.
V sezóně 2009 byl Shell partnerem týmu F1 Scuderia Ferrari, týmu Ducati ve světovém poháru MotoGP, týmu č. 29 v americké sérii NASCAR a závodu 24 hodin Le Mans.

## Letectví – historie a současnost
V roce 1909 Louis Blériot při svém zahajovacím přeletu kanálu La Manche poháněl motor svého letounu benzínem Shell Spirit.
Pro první transatlantický let z Newfoundlandu do Irska bez mezipřistání v roce 1919 použili Alcock a Brown palivo Shell. V 30. letech vyráběl Shell letecké palivo Avgas 100/130. Ve čtyřicátých letech pracoval Shell na vývoji paliva pro tryskové motory. Pro nadzvukové dopravní letadlo Concorde byl speciálně vyvinut letecký olej AeroShell Turbine Oil 555. V 80. letech dodal Shell palivo pro rekordní přímý let letadlem typu Boeing 747 z Londýna do Austrálie.
V roce 2009 Shell Aviation denně připravoval na 880 letištích v 70 zemích palivo pro více než 7 000 tankujících letadel.
Shell pracuje i na alternativních palivech pro letectví, jako jsou biologická nebo syntetická paliva. 1. února 2008 byl představen dopravní Airbus A380 s alternativním palivem pro civilní letectví, který předpokládá využití k pohonu motorů syntetické tekuté palivo vyrobené z plynu (zkr. GTL – Gas to Liquids). Let s tímto palivem trval tři hodiny a byl zkušebně použit na trase mezi britským Filtonem a francouzským Toulouse.

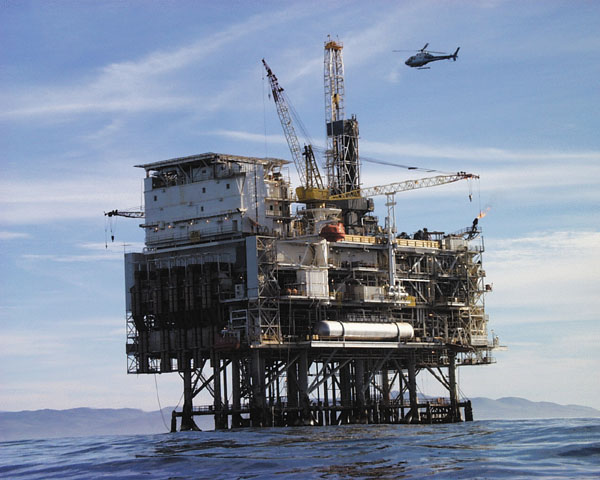
Těžba ropy a plynu představuje dvě třetiny příjmu společnosti
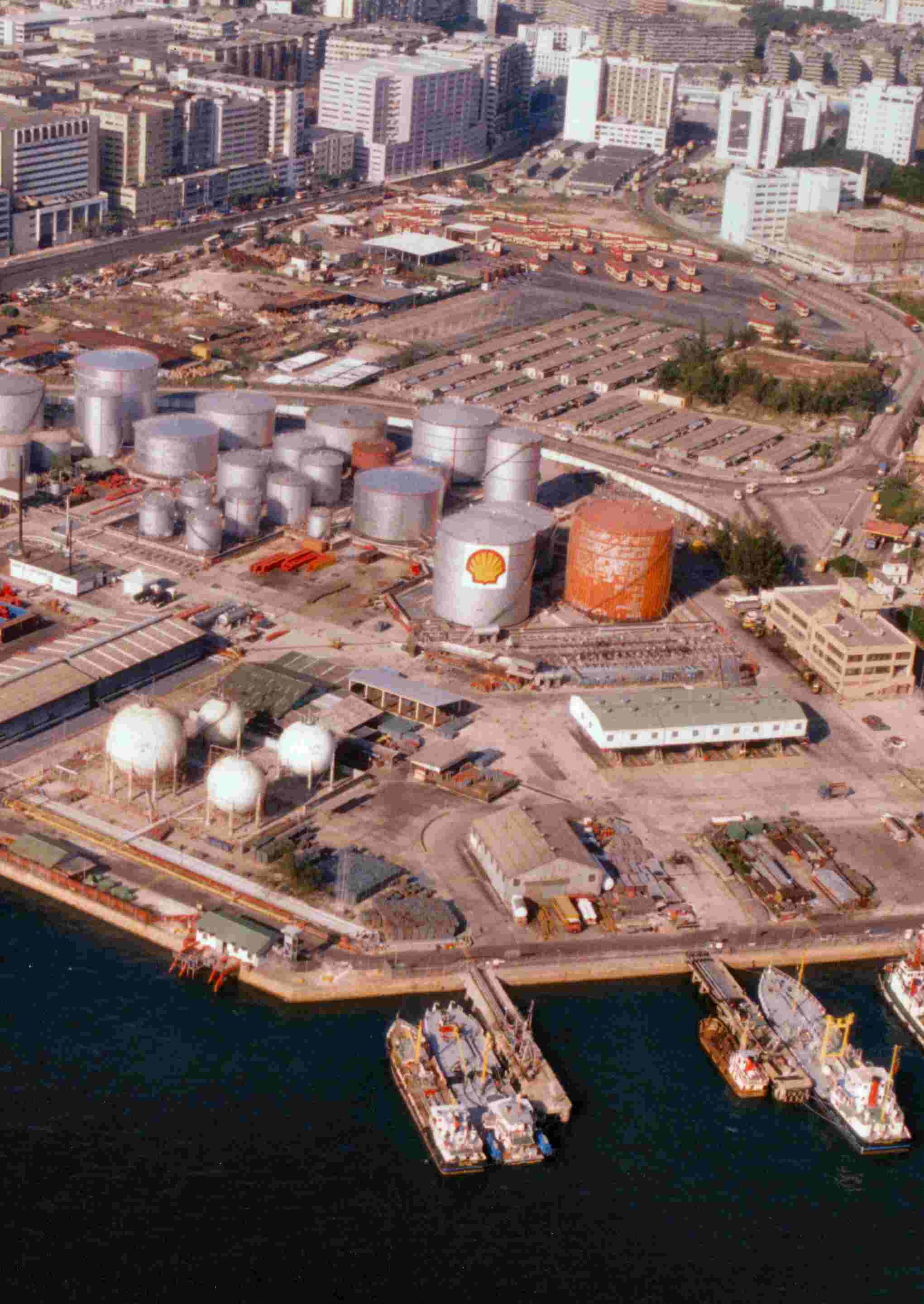
Shell zásobníky s ropou v Kowloonu, Hongkong
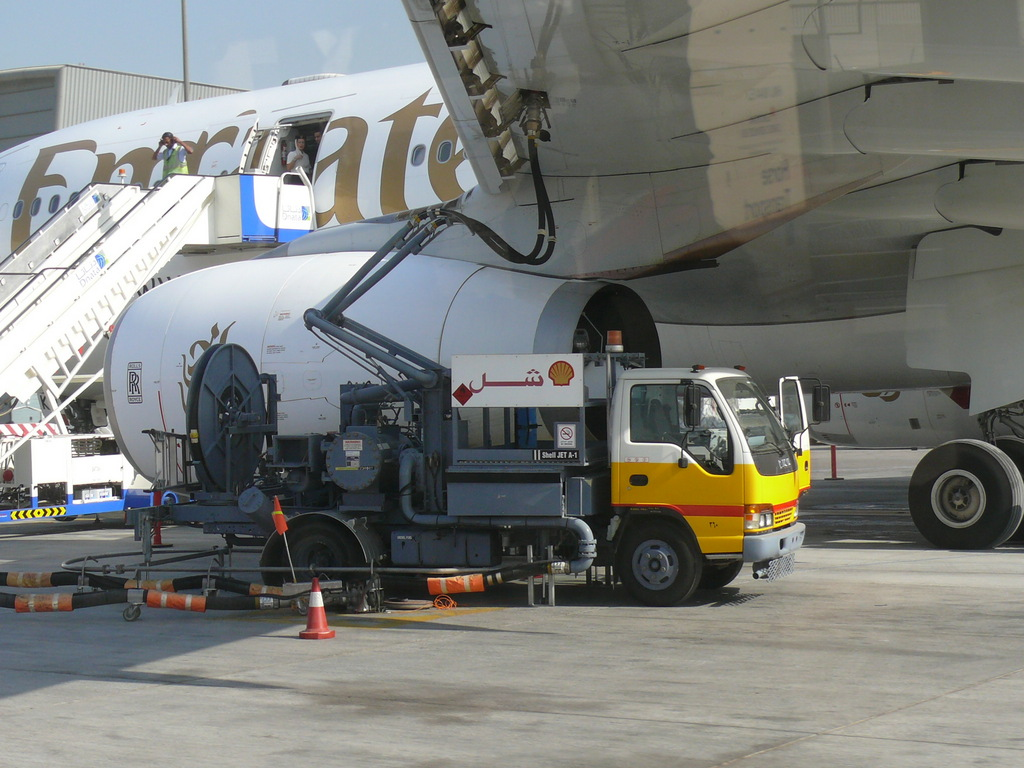
Tankování palivem Shell na letišti v Dubaji
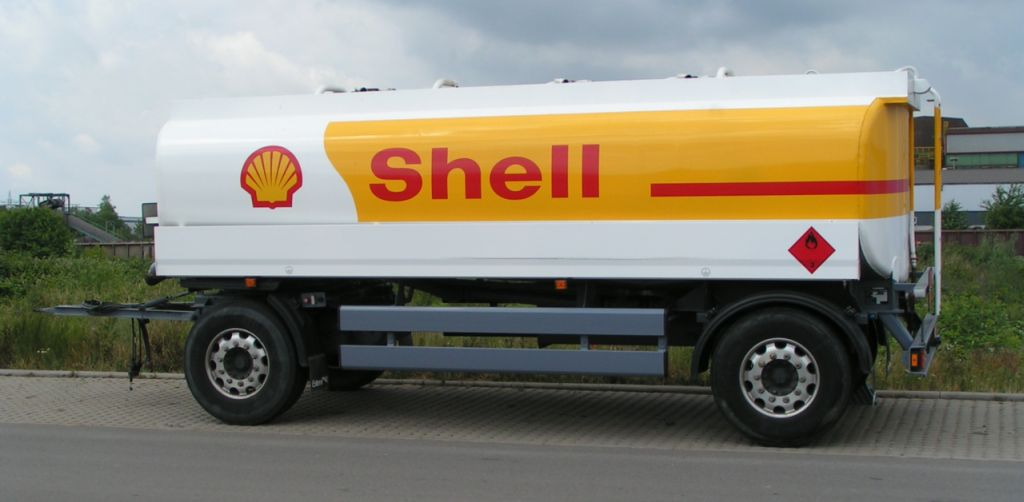
Cisterna společnosti Shell
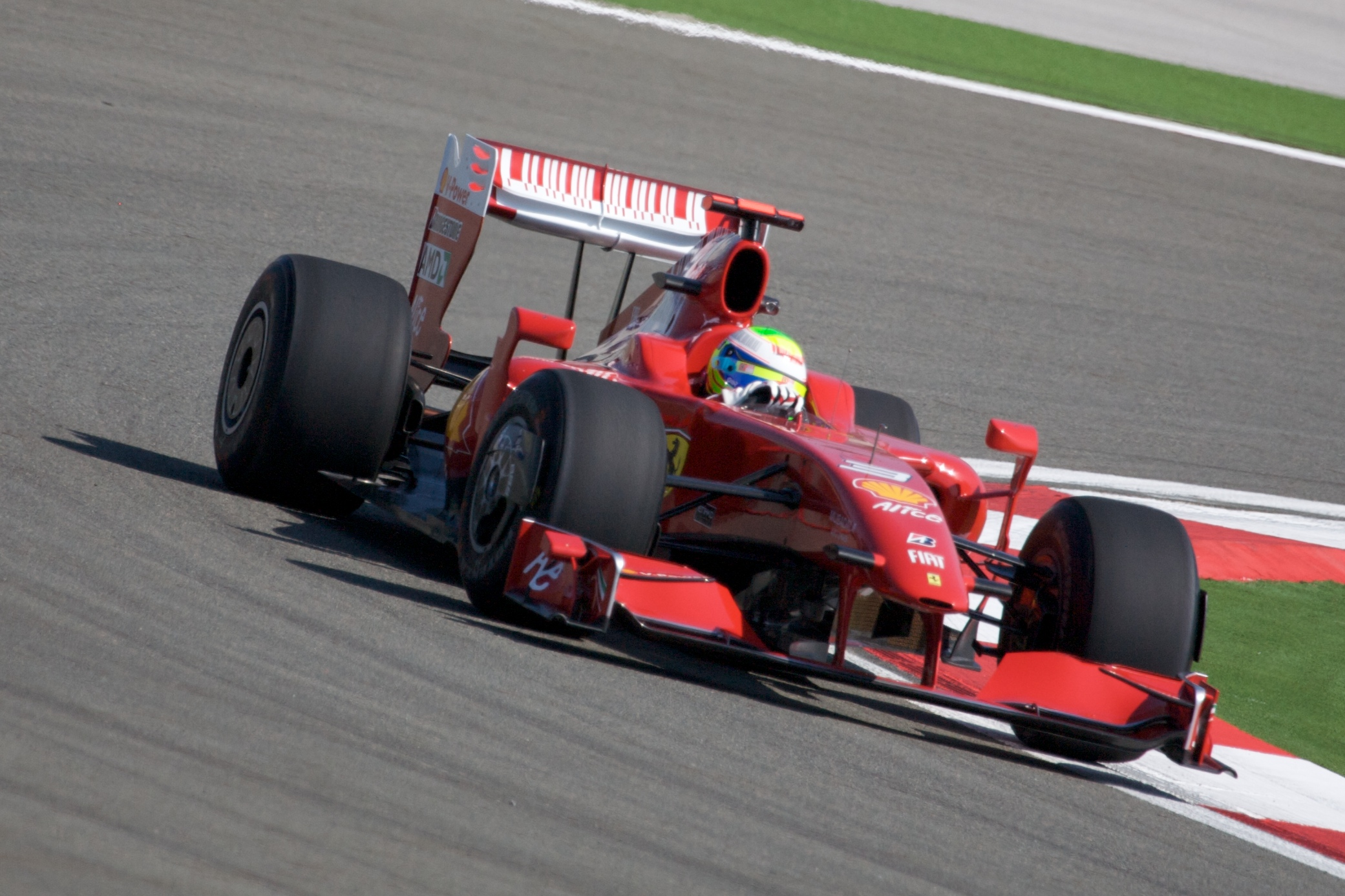
Ferrari 2009